# Gran Premio del Giappone 1995
Il Gran Premio del Giappone 1995 fu una gara di Formula 1, disputatasi il 29 ottobre 1995 sul Circuito di Suzuka. Fu la sedicesima prova del mondiale 1995 e vide la vittoria di Michael Schumacher su Benetton-Renault, seguito da Mika Häkkinen e da Johnny Herbert. La Benetton, guadagnando 14 punti sulla Williams, vince l'unico titolo costruttori, staccando la scuderia inglese di 35 lunghezze con 2 gare alla chiusura.

## Qualifiche
| Pos | N  | Pilota                | Costruttore/Motore | Tempo     | Gap        |
| --- | -- | --------------------- | ------------------ | --------- | ---------- |
| 1   | 1  | Michael Schumacher    | Benetton-Renault   | 1:38.023  |            |
| 2   | 27 | Jean Alesi            | Ferrari            | 1:38.888  | +0.865     |
| 3   | 8  | Mika Häkkinen         | McLaren-Mercedes   | 1:38.954  | +0.931     |
| 4   | 5  | Damon Hill            | Williams-Renault   | 1:39.032  | +1.009     |
| 5   | 28 | Gerhard Berger        | Ferrari            | 1:39.040  | +1.017     |
| 6   | 6  | David Coulthard       | Williams-Renault   | 1:39.155  | +1.132     |
| 7   | 15 | Eddie Irvine          | Jordan-Peugeot     | 1:39.621  | +1.598     |
| 8   | 30 | Heinz-Harald Frentzen | Sauber-Ford        | 1:40.010  | +1.987     |
| 9   | 2  | Johnny Herbert        | Benetton-Renault   | 1:40.349  | +2.326     |
| 10  | 14 | Rubens Barrichello    | Jordan-Peugeot     | 1:40.381  | +2.358     |
| 11  | 26 | Olivier Panis         | Ligier-Mugen-Honda | 1:40.838  | +2.815     |
| 12  | 4  | Mika Salo             | Tyrrell-Yamaha     | 1:41.355  | +3.332     |
| 13  | 25 | Aguri Suzuki          | Ligier-Mugen-Honda | 1:41.592  | +3.569     |
| 14  | 3  | Ukyo Katayama         | Tyrrell-Yamaha     | 1:41.977  | +3.954     |
| 15  | 9  | Gianni Morbidelli     | Footwork-Hart      | 1:42.059  | +4.036     |
| 16  | 29 | Karl Wendlinger       | Sauber-Ford        | 1:42.912  | +4.889     |
| 17  | 23 | Pedro Lamy            | Minardi-Ford       | 1:43.102  | +5.079     |
| 18  | 24 | Luca Badoer           | Minardi-Ford       | 1:43.542  | +5.519     |
| 19  | 10 | Taki Inoue            | Footwork-Hart      | 1:44.074  | +6.051     |
| 20  | 17 | Andrea Montermini     | Pacific-Ford       | 1:46.097  | +8.074     |
| 21  | 21 | Pedro Diniz           | Forti-Ford         | 1:46.654  | +8.631     |
| 22  | 22 | Roberto Moreno        | Forti-Ford         | 1:48.267  | +10.244    |
| 23  | 16 | Bertrand Gachot       | Pacific-Ford       | 1:48.289  | +10.266    |
| 24  | 7  | Mark Blundell         | McLaren-Mercedes   | 16:42.640 | +15:04.617 |

## Gara
A causa di una partenza anticipata, Alesi fu costretto a scontare uno stop & go di 10 secondi che lo farà rientrare in pista in quindicesima posizione; il pilota francese soffrirà anche un testacoda dopo un contatto con Lamy, ma grazie a una grande rimonta tornerà in seconda posizione dopo tredici tornate. Tuttavia, al giro 24 si rompe il differenziale della sua Ferrari ed è costretto ad abbandonare i sogni di gloria.
La gara si risolve quindi in un monologo del campione del mondo Schumacher, aiutato anche dagli errori delle due Williams, che tra i giri 39 e 40 abbandonano la sfida: prima Coulthard va largo in una curva e finisce per sbattere sulle barriere di protezione, poi Hill prima esce di pista e, al giro successivo, va in testacoda e si blocca nella ghiaia mentre si apprestava a tornare ai box per scontare una penalità (eccesso di velocità sulla corsia dei box). Anche Irvine va in testacoda nella stessa curva di Hill, ma riesce a ripartire. Entrambi i piloti britannici sono stati indotti all'errore dopo essere scivolati sullo sporco lasciato dai fuoripista di Frentzen e Blundell, fino a quel momento entrambi in zona punti.
Vince quindi Schumacher precedendo il futuro rivale Häkkinen e il compagno di squadra Herbert. Punti iridati anche per Irvine, Panis e Salo.
| Pos | N. | Pilota                | Costruttore/Motore | Giri | Tempo/Ritiro                | Griglia | Punti |
| --- | -- | --------------------- | ------------------ | ---- | --------------------------- | ------- | ----- |
| 1   | 1  | Michael Schumacher    | Benetton-Renault   | 53   | 1:36:52.930                 | 1       | 10    |
| 2   | 8  | Mika Häkkinen         | McLaren-Mercedes   | 53   | +19.337                     | 3       | 6     |
| 3   | 2  | Johnny Herbert        | Benetton-Renault   | 53   | +1:23.804                   | 9       | 4     |
| 4   | 15 | Eddie Irvine          | Jordan-Peugeot     | 53   | +1:42.136                   | 7       | 3     |
| 5   | 26 | Olivier Panis         | Ligier-Mugen-Honda | 52   | +1 Giro                     | 11      | 2     |
| 6   | 4  | Mika Salo             | Tyrrell-Yamaha     | 52   | +1 Giro                     | 12      | 1     |
| 7   | 7  | Mark Blundell         | McLaren-Mercedes   | 52   | +1 Giro                     | 23      |       |
| 8   | 30 | Heinz-Harald Frentzen | Sauber-Ford        | 52   | +1 Giro                     | 8       |       |
| 9   | 24 | Luca Badoer           | Minardi-Ford       | 51   | +2 Giri                     | 17      |       |
| 10  | 29 | Karl Wendlinger       | Sauber-Ford        | 51   | +2 Giri                     | 15      |       |
| 11  | 23 | Pedro Lamy            | Minardi-Ford       | 51   | +2 Giri                     | 16      |       |
| 12  | 10 | Taki Inoue            | Footwork-Hart      | 51   | +2 Giri                     | 18      |       |
| Ret | 5  | Damon Hill            | Williams-Renault   | 40   | Testacoda                   | 4       |       |
| Ret | 6  | David Coulthard       | Williams-Renault   | 39   | Incidente                   | 6       |       |
| Ret | 21 | Pedro Diniz           | Forti-Ford         | 32   | Testacoda                   | 20      |       |
| Ret | 27 | Jean Alesi            | Ferrari            | 24   | Motore                      | 2       |       |
| Ret | 17 | Andrea Montermini     | Pacific-Ford       | 23   | Testacoda                   | 19      |       |
| Ret | 28 | Gerhard Berger        | Ferrari            | 16   | Problema elettrico          | 5       |       |
| Ret | 14 | Rubens Barrichello    | Jordan-Peugeot     | 15   | Incidente                   | 10      |       |
| Ret | 3  | Ukyo Katayama         | Tyrrell-Yamaha     | 12   | Incidente                   | 13      |       |
| Ret | 16 | Bertrand Gachot       | Pacific-Ford       | 6    | Semiasse                    | 22      |       |
| Ret | 22 | Roberto Moreno        | Forti-Ford         | 1    | Cambio                      | 21      |       |
| Ret | 9  | Gianni Morbidelli     | Footwork-Hart      | 0    | Collisione con K.Wendlinger | 14      |       |
| DNS | 25 | Aguri Suzuki          | Ligier-Mugen-Honda | 0    | Incidente                   |         |       |

## Classifiche Mondiali

### Piloti
| Pos | Pilota             | Punti |
| --- | ------------------ | ----- |
| 1   | Michael Schumacher | 102   |
| 2   | Damon Hill         | 59    |
| 3   | David Coulthard    | 49    |
| 4   | Johnny Herbert     | 45    |
| 5   | Jean Alesi         | 42    |

### Costruttori
| Pos | Team             | Punti |
| --- | ---------------- | ----- |
| 1   | Benetton-Renault | 137   |
| 2   | Williams-Renault | 102   |
| 3   | Ferrari          | 73    |
| 4   | McLaren-Mercedes | 27    |
| 5   | Jordan-Peugeot   | 21    |

- Vengono indicate solo le prime 5 posizioni.